# Cléré-sur-Layon
Cléré-sur-Layon – miejscowość i gmina we Francji, w regionie Kraj Loary, w departamencie Maine i Loara.
Według danych na rok 2010 gminę zamieszkiwało 326 osób, a gęstość zaludnienia wynosiła 15 osób/km².